# Glaphyromorphus mjobergi
Glaphyromorphus mjobergi — вид сцинкоподібних ящірок родини сцинкових (Scincidae). Ендемік Австралії. Вид названий на честь шведського зоолога Еріка Мьйоберга.

## Поширення і екологія
Glaphyromorphus mjobergi мешкають на плато Атертон на північному сході Квінсленду та на його східних схилах, від плато Маунт-Карбіне до водоспада Таллі-Фоллс. Вони живуть у вологих тропічних лісах, серед опалого листя, каміння і повалених дерев, на висоті понад 650 м над рівнем моря.